# 팔머 스타디움
팔머 스타디움(영어: Falmer Stadium)은 잉글랜드 이스트서식스주 브라이턴 인근 팔머(Falmer) 마을에 위치한 축구 경기장으로, 수용 인원은 27,350명이다. 2011년 7월 30일에 개장한 이래 브라이턴 앤 호브 앨비언 FC의 홈 구장으로 사용되고 있으며 아메리칸 엑스프레스가 경기장 스폰서를 맡고 있기 때문에 아메리칸 엑스프레스 커뮤니티 스타디움(American Express Community Stadium, 약칭 더 아멕스(The AMEX))라고 부르기도 한다.

## 사진

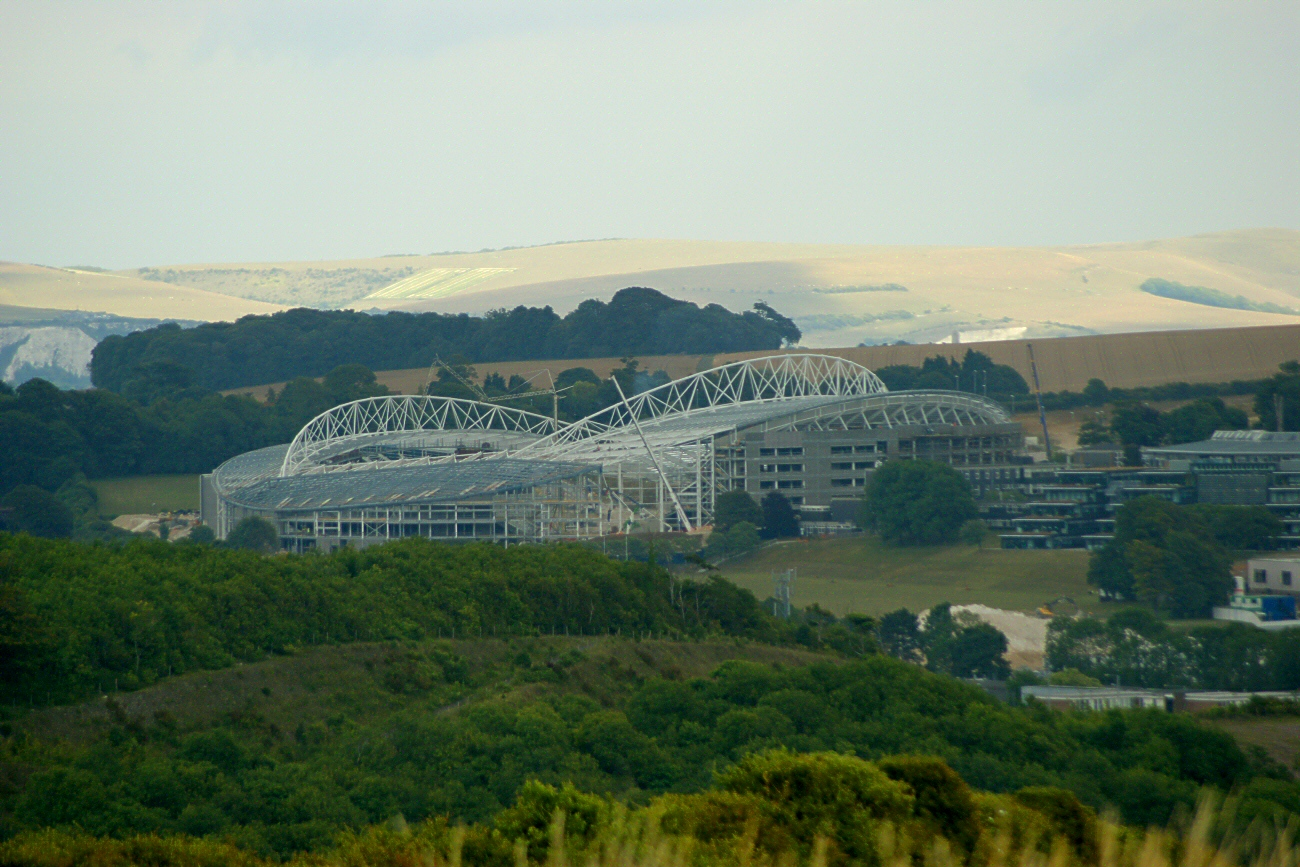
팔머 스타디움의 외부 모습
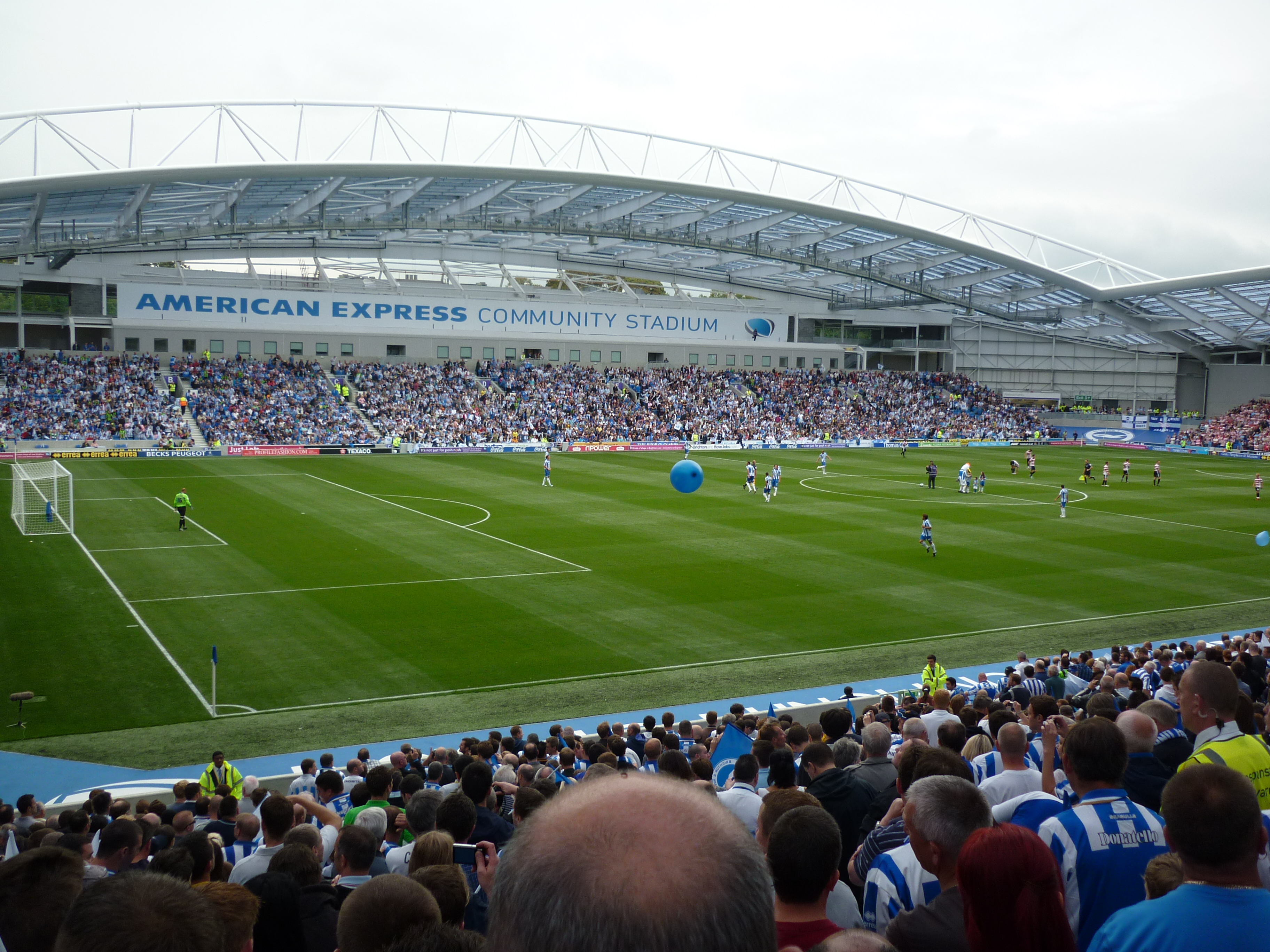
팔머 스타디움에서 최초로 열린 동커스터 로버스와의 리그 경기를 관전하고 있는 브라이턴 앤 호브 앨비언 서포터들